# Nasir al-Ghanim
Nasir al-Ghanim, Nassir Al-Ghanim (ur. 1961) – kuwejcki piłkarz, reprezentant kraju.
W 1982 został powołany przez trenera Carlosa Alberto Parreirę na Mistrzostwa Świata 1982, gdzie reprezentacja Kuwejtu odpadła w fazie grupowej.